# كودي برغر
كودي برغر (بالإنجليزية: Cody Burger)‏ هو ممثل أمريكي، ولد في 4 أغسطس 1983 بلوس أنجلوس في الولايات المتحدة.

## وصلات خارجية
- كودي برغر على موقع IMDb (الإنجليزية)
- كودي برغر على موقع أول موفي (الإنجليزية)
- كودي برغر على موقع قاعدة بيانات الفيلم (الإنجليزية)